# Región de Moyen-Comoé
Moyen-Comoé era hasta 2011 una de las 19 regiones que componían Costa de Marfil. La capital era Abengourou. Tenía un área de 6900 km², que en términos de extensión es equivalente a la mitad de Montenegro. Su población era de (2002 estimado) 488.200 habitantes.

## Departamentos
La región estaba dividida en dos departamentos: Abengourou y Agnibilékrou.